# Cardamine carcajou
Cardamine diphylla
Espèce
Classification phylogénétique
Synonymes
- Dentaria diphylla Michx., 1803

Statut de conservation UICN

 EN  : En danger
La Dentaire à deux feuilles ou Cardamine carcajou, Cardamine diphylla (Michaux) Wood, est une espèce de plantes à fleurs de la famille des Brassicacées.

## Nomenclature
La racine dentée et les deux feuilles opposées sur la tige lui a value le nom de Dentaire à deux feuilles.

## Description

### Appareil végétatif
Cette cardamine est une plante herbacée vivace à rhizomes qui mesure de 20 à 35 cm de haut. Les feuilles dentées sont pétiolées et divisées en 3 folioles ovées.

### Appareil reproducteur
Les fleurs blanches possèdent 4 pétales. Le fruit, qui est rarement produit, est une capsule allongée silique.

### Confusion possible
Il est possible de confondre la Dentaire à deux feuilles avec l'Alliaire officinale.

## Distribution
Cette plante est située dans l'est de l'Amérique du Nord. On la retrouve dans la vallée du Saint-Laurent et des Grands Lacs ainsi que dans les Appalaches, du Mississippi à l'île du Cap-Breton.

## Menace
La plante est classée vulnérable au Québec. Bien que sa disparition ne soit pas appréhendée dans cette province pour l'instant, l'existence de certaines menaces, comme le broutage par le Cerf de Virginie, la coupe forestière et l'étalement urbain et agricole pourraient la menacer à long terme.